# Razvoj hrvatskih narječja

## Rani počeci
Pri doseljenju, Hrvati, kao i drugi slaveni,vjerojatno govore dijalektima slavenskog jezika. O tome razdoblju se malo zna, međutim kako su svi slavenski jezici slični, pretpostavlja se da su govori 7-8. stoljeća dosta slični i povezani. 

Veće razlike se počinju događati s 9. stoljećem razvojem centraliziranih državnih struktura. Za zapadne Slavene ulogu "matice" ima Velikomoravska kneževina, za istočne Kijevska Rus', a za južne Slavene Bugarsko carstvo i Franačka država sa svojim vazalima (Hrvati).

Te državne strukture nisu stvarale svoje jezike, ali su sociolingvistički i kulturno utjecale na njih. Pri tome je važna isoglosa koja razdvaja istočne južne Slavene od zapadnih, odnosno sudbina praslavenskog glasa [t']. Na istoku, u današnjem bugarskom i makedonskom, je taj glas prešao u [št], dok se na zapadu očuvao (kao [t'], [č'], [ć]....). Pri tome je zanimljiv i položaj srpskog (obično se za njega uzimaju dva narječja, istočnoštokavsko i torlačko), kao graničnog koji u nekim riječima isto gubi tu isoglosu (skupština, sveštenik, opština....), no to se obično pripuje utjecajima crkvenoslavenskog.

Slovenska narječja se kasnije odjeljuju granicom Svetog Rimskog Carstva Njemačkog Naroda, a preostala 3 narječja (kajkavsko, čakavsko i (zapadno)štokavsko) nastavljaju koegzistirati unutar hrvatskog područja Kraljevine Hrvatske i lokalnih poluovisnih kneževina.

To prodručje uključuje;
- na sjeveru Panonsku Hrvatsku/Međurječje, ponekad uključujući i cijeli Srijem (kao za Ljudevita i Braslava)
- na jugu Neretvansku kneževinu, kao i manju vazalnu/polusamostalnu kneževinu Hum/Zahumlje (koja počesto uključuje i Travunju i Konavle, a ponekad i Duklju koji se obično opisuju kao Crvena_Hrvatska)
- na istoku gorska područja između rijeka Bosne i Drine koja obuhvaćaju i župe Usoru (sa Solima) i Vrhbosnu koje će se kasnije širiti i postati banovine
- na zapadu područje Istre i njenog nasljednika Pazinske knežije

Kasnije će na te prostore utjecati mnoge druge države, što će ostaviti popriličnog utjecaja na dijalekte, što će se moći pratiti kroz tuđice (mletačke talijanizme u čakavštini, hungarizme i germanizme u kajkavštini te turcizme u štokavštini).

Kasnijim širenjem Srbije za vrijeme Nemanjića (na prostore istočnog Huma oko Nevesinja i Travunje) mijenja se i vjerska slika (širenjem pravoslavlja), što utječe i na jezik, odnosno pomicanje granica između zapadne i i istočne štokavštine, što rezultira stvaranjem podosta srbiziranog (i)jekavskog istočnohumskog dijalekta. U zapadnoj štokavici (iako s pristunim prijelaznim istočnim utjecajima) ostaje srednjohercegovački ikavsko-jekavski poneretvanski dijalekt, ponajviše radi ostajanja centra tog područja (Ston) pod katoličkom vlašću.

## Osnovna obilježja hrvatskih narječja
Kako je Hrvatska bila dio europskog zapada, gdje je u srednjem vijeku prevladao feudalizam, što je značilo veću vezanost za zemlju i veću razliku u govorima, odnosno narječjima (grupama dijalekata).
Osnovne razlike bi bile sljedeće;
Kajkavsko narječje
- rjeđa vokalizacija slabog šwa u vokal
- tronaglasni sustav (prisutnost kajkavske metatonije)
- mijenjanje nenaglašenih duljine
- šwa=e, spajanje s jatom
- rjeđi prijelaz prednjeg nazala u [a]
- stražnji nazal i samoglasno l najčešće (prvotno) daju [o], no postoje odstupanja
- nema premetanje vse u sve. čuva se protetsko v
- čuva se [l] na kraju riječi
- nestanak [t'] (prelazi u [č'])
- [d']-->[dž]/[đ']/[j] (postoje iznimke)
- manjak artifikata
- čuvanje [x], no postoje odstupanja

Čakavsko narječje
- češća vokalizacija slabog šwa u vokal
- tronaglasni sustav
- sačuvane nenaglašene duljine, no postoje odstupanja
- šwa=[a]
- češći prijelaz prednjeg nazala u [a]
- stražnji nazal i samoglasno l najčešće daju [u], no postoje odstupanja
- nema premetanje vse u sve. čuva se protetsko v
- čuva se [l] na kraju riječi
- čuvanje [t']
- [d']-->[j]
- manjak artifikata
- čuvanje [x], no postoje odstupanja

Štokavsko narječje
- rjeđa vokalizacija slabog šwa u vokal
- dva kratka naglaska (ne u svih govora), uz 2 ili 3 duža
- sačuvane nenaglašene duljine, no postoje odstupanja
- šwa=[a]
- rjeđi prijelaz prednjeg nazala u [a]
- stražnji nazal i samoglasno l najčešće daju [u], no postoje odstupanja
- premetanje vse u sve
- [l] na kraju riječi u [a] ili [o]
- šćakavizam i štakavizam
- nestanak [t'] (prelazi u [ć], [č'])
- [d']-->[đ] (postoje iznimke)
- višak artifikata (potpuni ili nepotpuni sustav parnjaka)
- gubljenje [x], no postoje odstupanja

Šćakavizam, odnosno šćakavska isoglosa označava čuvanje razlike iz starijih govora u kojima su očuvane skupine govora [šk'], [št'] i [žd'], [žg'], odnosno kao neku verziju [št']/[šć]/[šč] i [žd']/[žđ]/[ždž]/[žj]. U štakavskoj verziji ti glasovi prelaze u [št] i [žd].
Seobe u turskim ratovima su označile gubitak nekih prijelaznih govora, kao i promjenu lokacije, pa su na nekim mjestima opreke između narječja jako uočljive.

Također, većina hrvatskih govora sadrži izjednačavanje stražnjeg nazala i samoglosnog [l] u istoj glasovnoj vrijednosti.

## Razvoj kajkavskog narječja
Govori i dijalekti kajkavskog narječja se mogu podijeliti u 4 grupe:
- sjeverozapadni (zagorsko-međimurski)
- jugozapadni (turopoljsko-posavski)
- istočni (križevačko-podravski
- rubni ( prigorski, donjosutlanski i goranski)

Svi kajkavski dijalekti su bili vezani za srednjovjekovno područje ili rubove Zagrebačke biskupije.
Svi govori su šćakavski (čuvaju šćakavsku isoglosu), a zajedničko za narječje (s iznimkom u govorima rubne grupe) je jednačenje jata i poluglasa (kao i čuvanje izgovora kao zatvoreno e).
Glavne grupe se razdvajaju po refleksima parnjaka jata (stražnji nazal, koji se razvio u zatvoreno o) kojima odgovaraju i refleksi [t'] i naglascima (osnovna te dvije izmijenjene), dok rubna sadrži elemente prijelaza prema čakavskom narječju.

### Kajkavski sjeverozapadni dijalekti
Obuhvaćaju govore Zagorja, Međimurja i krajnjeg sjeverozapada Podravine, te pogranične krajeve Mađarske. Postoji granični kontinuum s govorima slovenskog panonskog i istočnih djelova štajerskog narječja, pogotovo djelovima koji su prije bili dio Zagrebačke biskupije, a za neke od njih se sumnja na hrvatsko ili barem mješovito porijeklo (npr. Prlekija). 
 Očuvala se osnovna kajkavska akcenutacija, refleks [t'] je [č], a stražnji nazal je preko zatvorenog o dao [o]. Nekoć je obuhvaćao i područja (ili barem sjever) koja danas obuhvaća rubni donjosutlanski (vjerojatno isti govor kao u danas gornjosutlanskom poddijalektu).

Sadrži samo jedan dijalekt zagorsko-međimurski koji se dijeli na 4 poddijalekta; međimurski, gornjosutlanski, bednjansko-zagorski i varaždinsko-ludbreški koje neki jezikoslovci (Mijo Lončarić) smatraju dijalektima. Granični poddijalekti (gornjosutlanski i međimurski) se više razlikuju od ostalih.

Većina govora koje obuhvaća ova grupa se nalaze na području srednjovjekovne Varaždinske županije.

### Kajkavski jugozapadni dijalekti
Obuhvaćaju govore Posavine i Turopolja, a nekoć se prostirala i više na istok i na jug. 
 
Odlikuje se povlačenjem metatonijskoga cirkumfleksa prema početku riječi, refleks [t'] je [č'], a stražnji nazal je preko zatvorenog o dao otvoreno o, a u dijelu govora i [u]. 

Sadrži samo jedan dijalekt turopoljsko-posavski koji se dijeli na 3 poddijalekta; donjolonjski, turopoljski i vukomeračko-pokupski koje neki lingvisti (Mijo Lončarić) smatraju dijalektima. Misli se da kajkavski govori Gradišća i osnova govora Karaševa potiču iz ove grupe.

Većina govora koje obuhvaća ova grupa se nalaze na području srednjovjekovne Zagrebačke županije.

Odlikuje ih veća srodnost čakavštini i štokavštini.

### Kajkavski istočni dijalekti
Obuhvaćaju govore Podravine, Moslavine i Križevaca. Nekoć se pružala daleko na istok do rubova Zagrebačke biskupije i Križevačke županije, kod Donjeg Miholjca. U tom području se nalazio i izumrli zapadnoslavonski dijalekt (sjeverno od Požeškog Gorja, na području Daruvara, Bjelovara Pakraca/Pakrec, i Virovitice/Verofča, prva dva grada nisu postojala prije Turaka, a druga 2 su bila poznata po drugim, kajkavskim imenima). U govorima na području slavonske Podravine i zapadne Slavonije je postajao i kajkavsko-šćakavski kontinuum, odnosno prijelazni govori koji su izumrli u Turskim ratovima. 

Odlikuje se dalekosežnim promjenama u akcentuaciji – unakrsnom metatonijom cirkumfleksa i novog psl. akuta, s velikim razlikama među govorima. Akcenatsko mjesto ograničeno na posljednja dva sloga riječi. Stražnji nazal je u nekim mjestima zadržao samostalnu vrijednost (zatvoreno o), a u drugima je izjednačen s u.

Sadrži samo jedan dijalekt križevačko-podravski koji se dijeli na 4 poddijalekta; gornjolonjski, glovničko-bilogorski, sjevernomoslavački i podravski koje neki lingvisti (Lončarić) smatraju i samostalnim dijalektima. Sjevernomoslavački sadrži i kajkavizirane štokavske govore (slavonske).
Većina govora koje obuhvaća ova grupa se nalaze na području srednjovjekovne Križevačke županije.

Odlikuje ih srodnost štokavštini, a grupa obuhvaća i kajkavizirane štokavske govore na rubu moslavačkog područja.

### Kajkavski rubni dijalekti
Obuhvaćaju govore Gorskog kotara, Pokuplja i donjeg Prigorja, odnosno pojas uz hrvatsko-slovensku granicu. Originalno je tu postojao rubni kajkavski dijalekt koji se pružao i u slovensku Belu Krajinu (do 13.st-a je to područje Zagrebačke biskupije, a ranije je bilo i dio Slavonije, te obuhvaćao pokupski dio Gorskog kotara. Dijalekt sadrže sličnosti s čakavskim dijalektima radi migracija u doba Turskih ratova, a goranski sadrži i prijelaz prema Dolenjskom slovenskom narječju radi doseljavanja iz područja Dolenjske (južne Kranjske). 

Obuhvaća 3 dijalekta; prigorski, donjosutlanski i goranski.

Akcentuacija je većinom osnovna (osim većeg, zapadnog dijela goranskog dijalekta). 

Prigorski dijalekt sadrži neizmijenjen jat, s time da se na južnom području nalaze i ikavizmi (govori Ozaljskog kruga), odnosno utjecaj srednjočakavskog. Praslavenski [t'] i [d'] dali su [ć] i [j], a -stj, -skj i -zdj, -zgj (šćakavska izoglosa) dali su -ś i -ź. Stražnji nazal je dao [u]. Obično se dijeli na 2 poddijalekta (izdvaja se samoborski), koje neki lingvisti (Lončarić) smatraju i samostalnim dijalektima.

Donjosutlanski dijalekt sadrži ikavski jat, odnosno utjecaj migracija govornika južnočakavskog i rubnih šćakavskih ikavskih, govore slične govorima gradišćanskohrvatskim štokavskima. Stražnji nazal je dao [o].

Goranski obuhvaća pogranično područje uz Kupu, odnosno dobar dio Gorskog kotara. Dijeli se na dva poddijalekta, od kojih manji istočni ima naglašavanje isto kao i drugi dijalekti grupe te posjeduje i neke prijelazne (no novije) čakavske osobine, dok se zapadni, veći dio, u naglašavanju približava slovenskom dolenjskom narječju. Jat je neizmijenjen, no nije provedeno jednačenje s poluglasom, a refleks stražnjeg nazala je [o].

Odlikuje ih srodnost čakavštini, a grupa obuhvaća i kajkavizirane čakavske govore.

## Razvoj čakavskog narječja
Govori i dijalekti čakavskog narječja se mogu podijeliti u 3 grupe;
- sjeverozapadni (sjevernočakavski i buzetski)
- središnji (srednjočakavski)
- jugoistočni (južnočakavski, lastovski i jugozapadni istarski)

Svi čakavski dijalekti su bili vezani za srednjovjekovno područje ili rubove Splitske metropolije (iako je njena južna trećina bila štokavska) te rubnih djelova Akvilejske patrijaršije.  Većina govora (svi osim jednog) su šćakavski (čuvaju šćakavsku isoglosu), a zajedničko za narječje je pojačana vokalizacija slabog poluglasa i većinske refleks stražnjeg nazala kao [u].
Grupe se razdvajaju po refleksima jata i naglascima, pri čemu sjeverozapad posjeduje sjeverozapadnu čakavsku metatoniju (paralela s kajkavskom), središte djelomočno, a jugoistoku ona nedostaje.

### Čakavski sjeverozapadni dijalekti
Obuhvaćaju dijalekte s ekavskim refleksom jata sjevernočakavski i s očuvanim jatom (kao zatvoreno e) buzetski, s time da Iva Lukežić pripaja i primorski poddijalekt 
srednjočakavskog kao novi sjeverni ikavsko-ekavski dijalekt, a ikavsku enklavu kod Klane i Studene promovira u jedan novi ikavski srednječakavski dijalekt. U ovim dijalektima su se zbile promjene sjeverozapadno čakavske (paralela s kajkavskom) metatonijom.

Buzetski posjeduje i prijelaz (pogotovo u njegovom veće sjeverozapadnom poddijalektu) prema slovenskom primorskom narječju (kao i govori tog narječja prema hrvatskim). Drugi poddijalekt, koji posjeduje više osobina koje ga približavaju sjevernočakavskom je površinom manji i nalazi se na jugoistoku buzetskog odnosno gornjemirnanskog područja.

Najveći dijalekt (sjevernočakavski) se sastoji od 4 poddijalekta (2 istarska; pazinski i labinjski, otočni/creski i najveći primorski).

Područje na kojem je nastala ta grupa dijalekata je većim djelom bilo izvan hr. države, dobrim djelom u Istri (što je sada povučeno) te na Kvarneru te pod Akvilejskom patrijaršijom. 

Svi su dijalekti i poddijalekti skupine šćakavski. Seobama za vrijeme Turaka mu se samo smanjilo područje, bez novijeg širenja.

### Čakavski središnji dijalekti
Obuhvaćaju jedan dijalekt dijalekt s ekavsko-ikavskim (po pravilu Meyera i Jakubinskoga) refleksom jata srednjočakavski koji se dijeli na 3 poddijalekta; rubni, kontinentalni i primorski (primorski Iva Lukežić uvrštava u SZ grupu), a nastao je na područjima Krbavske i Senjske (i Ninske, iako se možda tamo javlja nakon seoba u doba Turaka) biskupije, odnosno na prostorima pod utjecajima knezova Frankopana.

U ovim dijalektima se javlja nepotpuna sjeverozapadno čakavska metatonija (paralela s kajkavskom).
Svi su dijalekti i poddijalekti skupine šćakavski.  Seobama za vrijeme Turaka mu je smanjeno izvorno područje, te su stvorene nove naseobine u Gradišću, Istri, Kvarneru i Pokuplju (govorima Ozaljskog kruga te utjecajima na prigorski).

Odlikuje ih velika srodnost kajkavštini pogotovo na sjeveru (u Lici je zamjetna i srodnost štokavštini).

### Čakavski jugoistočni dijalekti
Obuhvaćaju dijalekte s ikavskim i jekavskim refleksom jata, iz kojih izostaje sjeverozapadno čakavska metatonija, od kojih je lastovski (radi malog broja govornika proglašava oazom) povezan s Dubrovnikom (i crkveno i teritorijalno). Taj dijalekt je (kao i većina čakavskih govora) šćakavski. 

Preostala dva ikavska dijalekta (južnočakavski i jugozapadni istarski) se djele po šćakavskoj isoglosi.

Jugozapadni istarski je originalno bio smješten u zaleđu makarske biskupije, južno od južnočakavskog kao biokovsko-cetinski dijalekt i južni poddijalekt zapadnohumskog (oba štakavska). Seobom u Istru se čakavizirao (putem preko zadra i na odredištu u Istru). Sastoji se od 3 poddijalekta, slabije čakaviziranog prematurskog poddijalekta, enklave u Vodicama na sjeveroistoku Istre i ostatka dijalekta. Srodan je moliškohrvatskim govorima (isto područje, samo što oni nisu čakavizirani, te govorima s područja novoštokavske ikavice.  

Južnočakavski je središnji Primorske Hrvatske (u istočnoj polovici Primorske Hrvatske su prevladavali ikavski govori (svugdje šćakavski, osim u zaleđu Makarske Biskupije odnosno području Zagore i zapadnog Huma), a zapadno od južnočakavskog, srednječakavski (ikavsko-ekavski), te sadrži 3 poddijalekta, kontinentalni, otočki i gradišćanski. Seobama za vrijeme Turaka mu je smanjeno izvorno područje, te su stvorene nove naseobine u Gradišću, Istri i uz granicu sa Slovenijom na području na kojemu je kasnije nastao donjosutlanski.

Odlikuje ih srodnost štokavštini, a grupa obuhvaća i čakavizirane štokavske govore (u jugozapadnoj Istri).

## Razvoj štokavskog narječja
Govori i dijalekti štokavskog narječja se mogu podijeliti u 5 grupa;
- sjeverni (slavonski)
- zapadni (zapadnohercegovačko-bosanski)
- istočni (istočnobosanski)
- južni (dubrovačko-krajiški)
- rubni (koja obuhvaća prijelazne i asimilirane govore prema nehrvatskoj istočnoštokavskom i torlačkom narječju)

Štokavski dijalekti u cjelini nisu bili vezani za srednjovjekovno područje pojedine crkvene metropolije, no obuhvaćali su područja Dubrovačke i Vrhbosanske/sarajevske metropolije, kao i rubnih djelova Pečuške i Splitske metropolije.

Šćakavska isoglosa u 14. stoljeću je išla tako da je samo južna grupa (Dubrovačka metropolija) i manji dio zapadne (humsko zaleđe Makarske biskupije) izgobio tu osobinu, a da je ostatak bio šćakavski.

Grupe se razdvajaju po refleksima jata i naglascima (koji dobrim djelom slijede šćakavsku izoglosu) pri čemu su južni i zapadni novoštokavski (4 novonastala nastavka), a istočni i sjeverni nenovoštokavski/staroštokavski (mjestimično čuvanje akuta).

Štokavski dijalekti bi se s obzirom na narječje (zapadnoštokavsko kao hrvatsko, a istočnoštokavsko kao srpsko mogli i dodatno okarakterizirati kao zapadnoštokavski, no s obzirom na to da je cilj proučavanja ovog članka hrvatski govori, nije potrebno ulaziti u toliku dubinu (a i srpski ne posjeduje opreku prema riječi što, kao ni što slovenski ne posjeduje opreku prema riječi kaj).

### Štokavski sjeverni dijalekti
Obuhvaćaju jedan dijalekt mješovitog refleksa jata slavonski koji se dijeli na 3 poddijalekta; podravski (ekavski), posavski (ikavski) i baranjsko-bački (ekavsko-ikavski i ikavski), a nastao je na područjima Pečuške i rubovima Vrhbosanske biskupije. 

Svi su govori skupine šćakavski, a akcentuacija je starozapadnoštokavska.  Seobama za vrijeme Turaka mu je izmijenjeno izvorno područje, izgubljen je prostor u Usori i Soli, a proširio se više u hrvatsko Podunavlje i Podravinu. Izmjenama u prostoru je izgubio vezu s drugim kajkavskim (križevačko-podravski i turopoljsko-posavski) i čakavskim (južnočakavski) dijalektima, približio se novoštokavskim govorima te izgubio dio nenovoštokavskih arhaičnih osobina, kao i prijelazne polukajkavske govore i isoglose na sjeveru. Dijalekt je dosta dugo čuvao neizmijenjeni jat, što se vidi i u sadašnjoj raspodijeli poddijalekata, a što je i jedna od odlika bliskosti kajkavskim govorima, pa ga neki lingvisti i povijesno svrstavaju u prijelazni kajkavsko-šćakavski dijalekt 
 
Dijalekt se veže za govore slavonskih Šokaca. Šćakavski govori Gradišća potiču iz ove grupe.
Većina govora koje obuhvaća ova grupa se nalaze na području srednjovjekovne Požeške, Baranjske i Vukovske županije.

Odlikuje ih srodnost čakavštini i kajkavštini.

### Štokavski zapadni dijalekti
Obuhvaćaju jedan dijalekt ikavskog refleksa jata zapadnohercegovačko-bosanski koji se dijeli na 2 poddijalekta, u ovisnosti o šćakavskoj isoglosi; šćakavski i štakavski. Akcentuacija je novozapadnoštokavska. Nastao je na područjima dodira Splitske i Vrhbosanske/sarajevske metropolije.
Dijalekti su podosta izmijenjeni i prostorno seobama s obzirom na to da stanje prije Turskih ratova i sadržajno (novoštokavska naglasna reforma). Dogodila se novoštokavska naglasna reforma, izgubljen je dio originalnog područja između rijeka Bosne i Une, no proširio se na nekoć čakavska područja s druge strane Dinare i Une u Pounju, Lici, Zagori, područjima južnodalmatinskih otoka prema Makarskom primorju kao i Podunavlju i Moliseu. S područja ovog dijalekta je jugozapadni istarski.

Originalno područje se sastojalo od 4 dijalekta, ovisno o odnosima s čakavskim narječjem i šćakavskom isoglosom; 
- čakavsko-šćakavskih govora Makarskog primorja
- čakavsko-štakavskih govora cetinsko-biokovskog dijalekta (koji je sada dodatno čakaviziran u Istri kao jugozapadni istarski ili nečakaviziran u Italiji kao moliški
- štakavskih govora zapadnog Huma od kojih je južni poddijalekt (oko Ljubuški) pretrpio istu sudbinu kao i čakavsko-štakavski govori, a sjeverni poddijalekt (oko Mostara) je bio postojbina Bunjevaca i stvorio Bunjevačke govore. Glavna razlika između dva poddijalekta je refleks [l] na kraju riječi, u južnom je on [a], kao i u čakavsko šćakavsko/štakavskima, a u sjevernom je on [o], dakle jug pokazuje karakteristike prijelaza prema čakavici, a sjever ne.
- šćakavskih govora Završja, Donjih Kraja (odnosno područja starih hr. župa Plive i Uskoplja

Neki lingvisti (Lukežić) izdvajaju i dodatnu kajkavsko/čakavsko-šćakavsku grupu (Sjeverozapadni bosanski), koja bi se nalazila na području krajnjeg juga Zagrebačke biskupije i obuhvaćala govore slične gradišćanskim šćakavskim ikavskim.
Većina govora ove grupe obuhvaća govore teritorija maksimalnog dosega srednjovjekovne knežije Donjih Kraja Hrvatinića (tu se nalaze i južnočakavski govori).

Odlikuje ih srodnost čakavštini, pogotovo jugoistočnoj grupi, kao i sjevernoj grupi štokavskih govora.

### Štokavski istočni dijalekti
Obuhvaćaju jedan dijalekt jekavskog refleksa jata istočnobosanski (uz rubni mješani jat) koji osim glavnine govora u središnjoj Bosni sadrži i enklave oko Pečuha, Virovitice i Hrvatske Kostajnice. Sama glavnina govora se obično djeli na govore oko Tuzle/Soli, Usore, Fojnice i Vareša-Sutjeske i Vrhbosne/Sarajeva. Brozović dijeli dijalekt na Fojnički i vrhbosanski poddijalekt, a ostava dva govora su posljedica izmjena na području Usore i Soli.
Dijalekt je nastao na jugoistoku područja Vrhbosanske biskupije. 

Svi su govori šćakavski, a akcentuacija je starozapadnoštokavska. Od srodnog šćakavskog slavonskog ga dijeli jekavski refleks jata (kao i njegov parnjak refleks [uo] za završno [l], odnsono isoglosa koju djeli sa štakavskim dubrovačkim i čakavskim lastovskim.

Seobama za vrijeme Turaka mu je izmijenjeno izvorno područje, izgubljen je na istoku, a dobiven na sjeveru i u enklavama oko Pečuha, Virovitice i Hrvatske Kostajnice.
Izmjenama u prostoru je oslabio vezu s drugim šćakavskim (slavonski) i štakavskim (dubrovačkim) približio se novoštokavskim govorima te izgubio dio nenovoštokavskih osobina. Dijalekt bi zapravo bio prijelaz iz slavonske šćakavice u dubrovačku jekavicu, a s obzirom na govorna kretanja, izgleda da će ga snaći sudbina šćakavskog poddijalekta zapadnog dijalekta, odnosno da će se, poput dubrovačkog "utopiti" u dubrovačko-krajiškom.
 
Dijalekt se veže za govore slavonskih istočnih Šokaca odnosno Bošnjaka. 
Većina govora koje obuhvaća ova grupa se nalaze na području istoka srednjovjekovne župe Vrhbosna, te dijelu srednjovjekovne župe Usora (sa Solima) između rijeke Bosne i Podrinja.

Odlikuje ih srodnost čakavštini kao i sjevernoj i južnoj grupi štokavskih govora.

### Štokavski južni dijalekti
Obuhvaćaju jedan dijalekt jekavskog refleksa jata dubrovačko-krajiški, koji se dijeli na 3 poddijalekta; sjeverozapadni/krajiški, dubrovački i jugoistočni/istočnohercegovački s obzirom na naglaske i reflekse dugog jata. Akcentuacija u prva dva poddijalekta je novozapadnoštokavska, a u trećem većinom novoistočnozapadnoštokavska (zato neki lingvisti poput Ive Lukežić, miču taj poddijalekt s popisa hrvatskih govora). Nastao je na područjima Dubrovačke metropolije, s time da postoje rubni istočni, srpski utjecaji kao posljedica ekspanzije Nemanjića u 13. stoljeću, te promjena u crkveno-državnoj upravi. 

Riječ je o govorima koji ne posjeduju šćakavsku isoglosu, odnosno onih u kojih su stare kombinacije [št'], [šk'], [žd'] i [žg'] prešle u [št] i [žd]. 
Dijalekti su podosta izmijenjeni i prostorno seobama s obzirom na to da stanje prije Turskih ratova i sadržajno (novoštokavska naglasna reforma). Dogodila se novoštokavska naglasna reforma, a neki govori su u tim procesima približeni istočnoštokavskim govorima. Širenje je poglavito na nekoć;
- čakavska područja s druge strane Dinare i Une u Pounju, Lici, Zagori,
- kajkavska područja u okolici Bjelovara i zapadnoj Slavoniji
- ostala štokavska područja između rijeka Bosne i Une, središnje Slavonije (oko Osijeka) i Podrinja

Zamjetni su utjecaji;
- srednjočakavskog na području Slunja i Žumberka
- slavonskog oko Osijeka i u Bosanskog Broda
- križevačko-podravskog oko Bjelovara

Originalno područje se sastojalo od 3 dijalekta, od kojih su prva 2 bila zapadnoštokavska, a 3. izložen srpskom utjecaju u razdoblju ekspanzije Nemanjića; 
- dubrovačko-mljetski jekavski štakavski govori, koji su nekoć činili samostalan dijalekt, s prijelazima prema šćakavštini u istočnobosanskom i čakavštini u lastovskom dijalektu
- Poneretvansko-pelješki (srednjehercegovački) ikavsko-jekavski štakavski govori, koji su se najviše raširili i predstavljaju bazu sadašnjeg dijalekta, a potiču iz središta srednjovjekovnog Huma, na području između Stona i Blagaja, te Stoca i Popova, odnosno Stonske biskupije
- istočno humski ijekavski štakavski govori, koji su potpali pod utjecaj srpski utjecaji za vrijeme ekspanzije Nemanjića i koje se obično od toga razdoblja isključuje iz hrvatskih govora.

Kao posebna oaza se nekad izdvajaju žumberački govori.

Odlikuje ih granična srodnost čakavštini kao i istočnoj grupi štokavskih govora.

### Štokavski rubni dijalekti
Riječ je o graničnim dijalektima koji su nekoć bili dio nekog od drugih grupa dijalekata, no seobama su se promijenili i primili neke značajke susjednih naroda. 

U ovu skupinu spadaju;
- ekavski novoštokavski iločki i staroštokavski rekaški koji su nastali prijelazom iz slavonskog dijalekta na području Srijema i Banata
- ijekavski staroštakavski bokeljsko-perojski koji je nastao u Boki na dodiru novoštokavskog jekavskog i staroštakavske ijekavice, te naseljavanjima govornika s područja Crne Gore u Istru, u Peroj
- torlački govori Karaševa u Banatu, te janjevačko-lepenički na Kosovu (a novijim migracijama i u Hrvatskoj)

Odlikuje ih srodnost raznim govorima iz drugih grupa štokavskog narječja te govorima hrvatskih susjeda.